# Habitatge al carrer del Sol, 43 (Tortosa)
L'Habitatge al carrer del Sol, 43 és una obra del municipi de Tortosa (Baix Ebre) inclosa en l'Inventari del Patrimoni Arquitectònic de Catalunya.

## Descripció
Es tracta d'un habitatge de planta i dos pisos, d'uns 4 m de façana. A la planta té una porta gran de carro, allindanada, amb dos terços dels muntants de pedra. En els dos pisos hi ha dos balcons, un per nivell, de ferro amb manises vidriades de decoració vegetal, força estilitzada. La teulada deixa a la part del davant un petit terrat amb barana de ferro treballada amb formes senzilles estilitzades, de la mateixa manera que les dels balcons però amb motius diferents. Els pisos mantenen a la façana l'esgrafiat original, mentre que a la planta ha desaparegut, simula carreus en encoixinat bastant pla en els forjats, deixant lliures els emmarcaments de les dues finestres dels balcons, la llinda i la part superior d'aquesta tenen treball decoratiu d'esgrafiat d'inspiració vegetal però força estilitzada. També es troben esgrafiats amb motius semblants als de les finestres, les separacions entre els pisos.

## Història
Cal destacar que, els habitatges que segueixen les modes arquitectòniques del temps, encara que de manera senzilla com és el cas, són poc abundants en els carrers secundaris d'aquest barri.